# Macconnens
Macconnens (toponimo francese) è una frazione del comune svizzero di La Folliaz, nel Canton Friburgo (distretto della Glâne).

## Storia

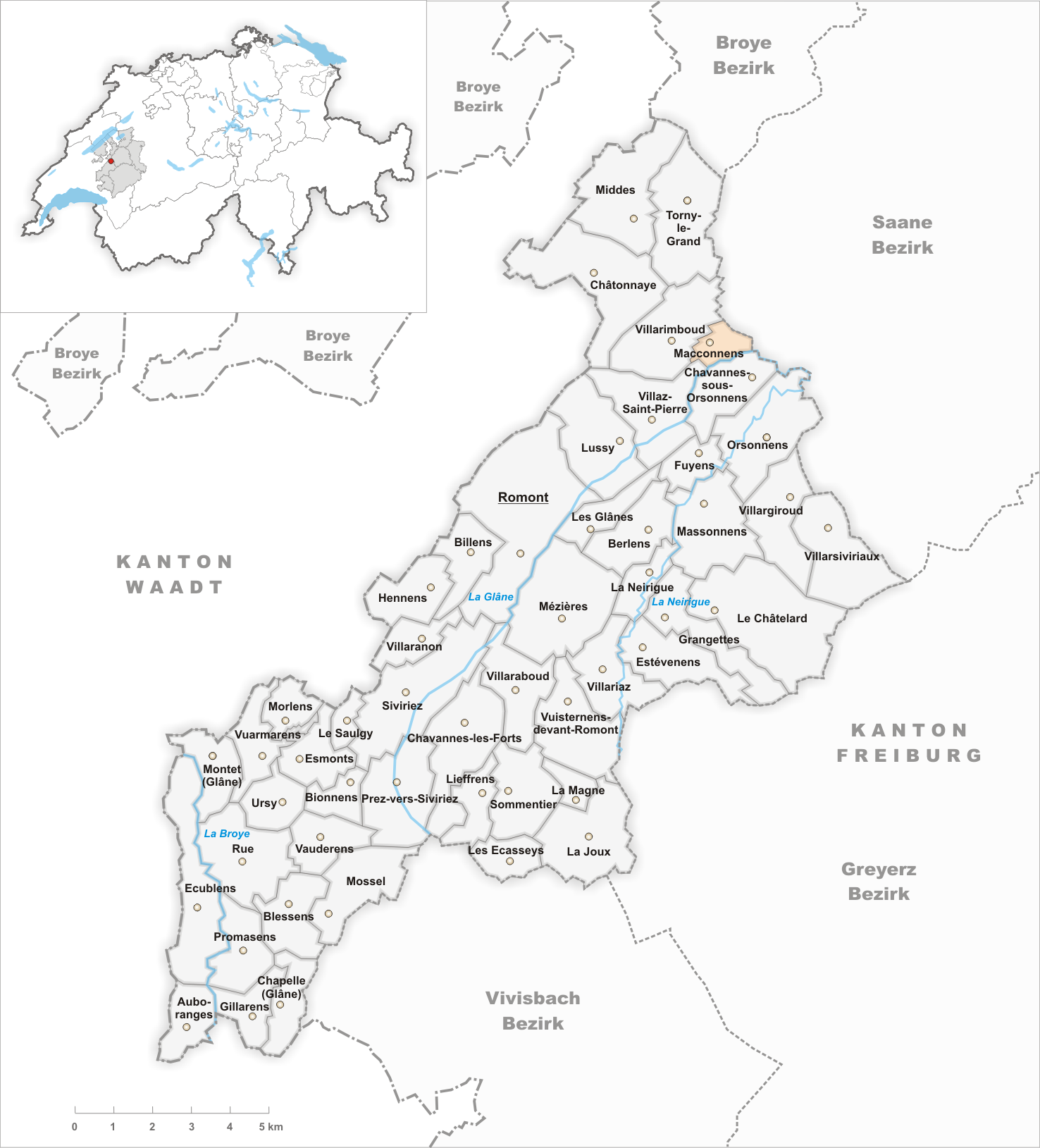
Il territorio del comune di Macconnens prima degli accorpamenti comunali del 1973

Già comune autonomo, nel 1973 è stato accorpato a Villarimboud, il quale a sua volta il 1º gennaio 2005 è stato accorpato all'altro comune soppresso di Lussy per formare il nuovo comune di La Folliaz.

## Società

### Evoluzione demografica
L'evoluzione demografica è riportata nella seguente tabella:
Abitanti censiti

## Amministrazione
Ogni famiglia originaria del luogo fa parte del comune patriziale che ha la responsabilità della manutenzione di ogni bene comune.